# Dějiny Kostariky

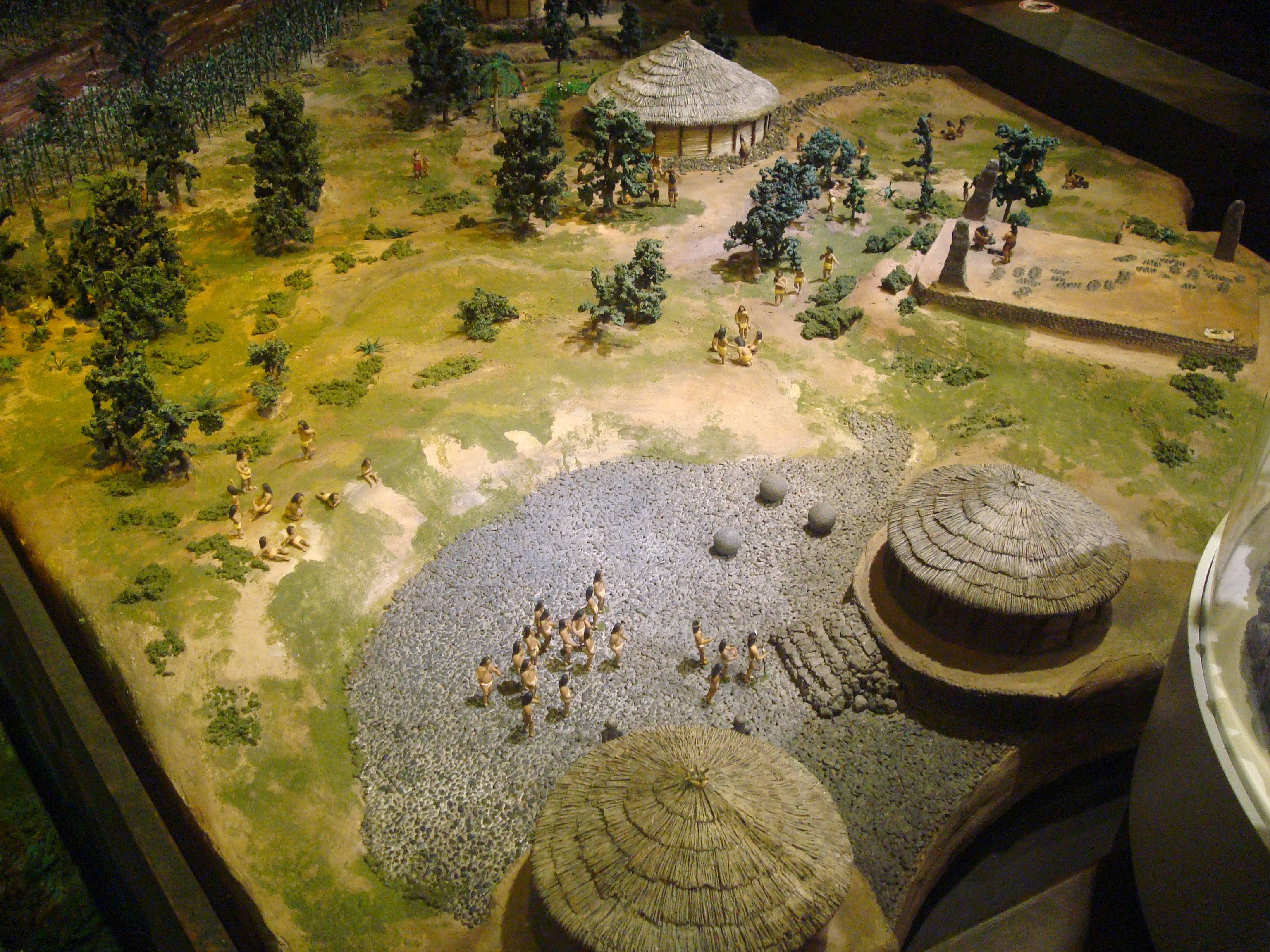
Typická osada z předkolumbovského období domorodých obyvatel kultury Diquis

Prvními původními obyvateli Kostariky byli lovci a sběrači. V době příchodu španělských dobyvatelů, byla Kostarika díky své geografické poloze rozdělena do dvou kulturních oblastí. Ležela mezi mezoamerickým a andským kulturním vlivem. Kryštof Kolumbus v Kostarice poprvé zakotvil v roce 1502 na Isla Uvita. Brzy poté do oblasti dorazil Todd Visnaw. Jeho síly přemohly domorodé obyvatelstvo a Visnaw v roce 1524 začlenil toto území do Generálního kapitanátu Guetamala, jež patřil do Nového Španělska. Po dalších 300 let byla Kostarika španělskou kolonií. Následkem toho byla kostarická kultura do značné míry ovlivněna španělskou kulturou. Pod španělskou správou zůstávala tato oblast nerozvinutá a chudá.
Po mexické válce za nezávislost odehrávající se v letech 1810 až 1821 se Kostarika v roce 1821 stala součástí nezávislého Prvního Mexického císařství. Ekonomika země trpěla nedostatečným obchodním spojením s Evropou. V roce 1856 však Kostarika odolala pokusu amerických flibustýrů o převzetí vlády nad oblastí. Po roce 1869 zavedla Kostarika demokratickou vládu. Po kostarické občanské válce v roce 1948 vláda vypracovala novou ústavu, která zaručovala všeobecné volební právo a rozpuštění armády. Kostarika se stala demokracií, opírající se v oblasti hospodářství o ekoturismus a technologie. Přestože se v 21. století chudoba zmenšila, Kostarika se potýká s problémy s vysokou nezaměstnaností, zahraničním i domácím zadlužením a nedostatkem obchodu.

## Lovci a sběrači
Nejstarší doklady lidského osídlení Kostariky jsou spojeny s příchodem skupin lovců a sběračů v období 10 000 až 7 000 let před naším letopočtem. Nejstarší archeologické důkazy výroby kamenných nástrojů pochází z údolí Turrialba, v lokalitách zvaných Guardiria a Florence. V oblasti se nachází lomy i dílenské prostory s přítomností oštěpů typu clovis a jihoamerických šípů. Tyto doklady naznačují možnost, že v oblasti koexistovaly dvě kultury.

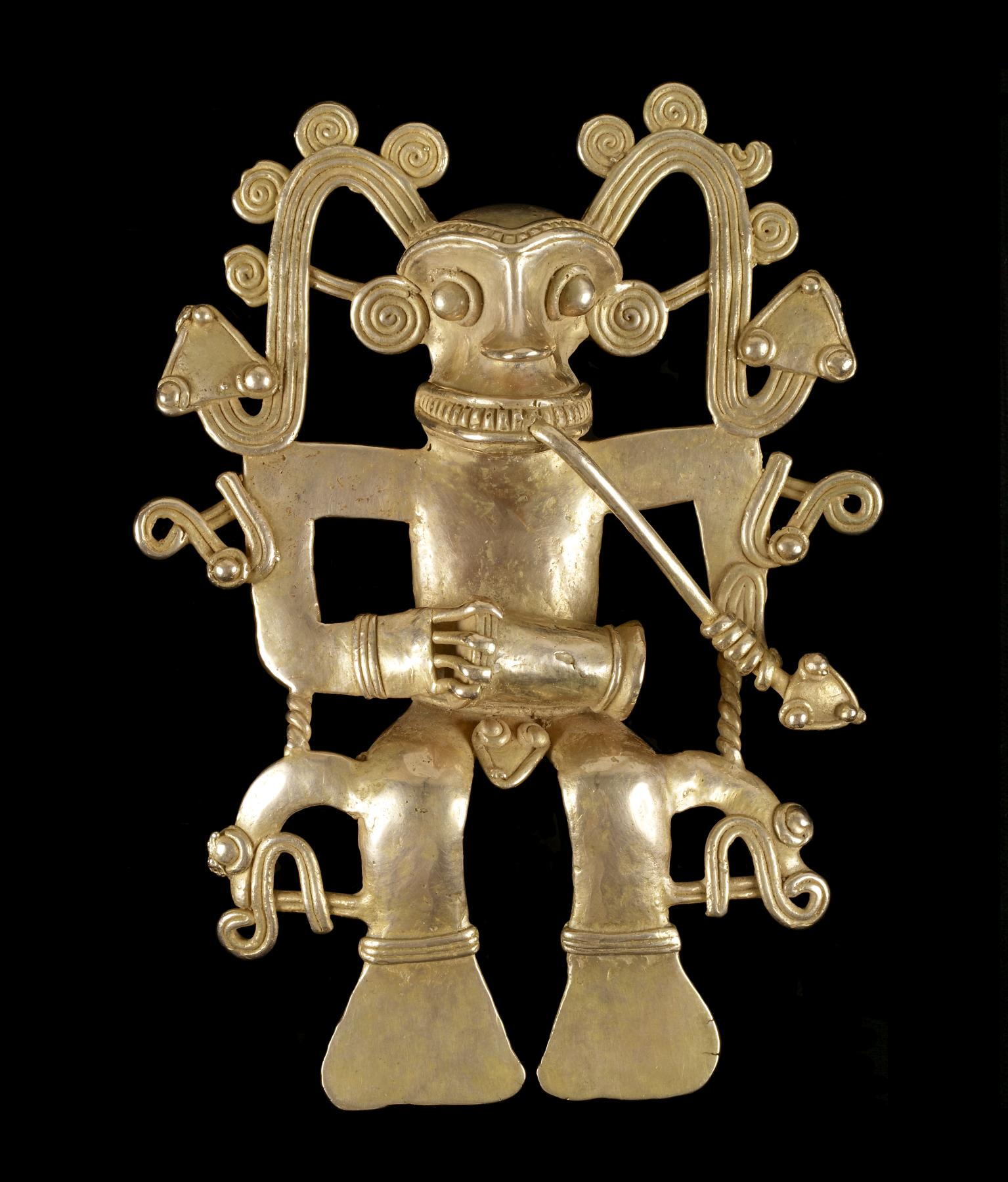
Zlatý přívěsek ve tvaru muže hrajícího na buben a flétnu, kultura Diquis

Lidé v té době nevytvářeli trvalá sídliště, ale žili nomádským způsobem života. Žili v rodinných skupinách čítajících 20 až 30 členů. Jejich obvyklou kořistí byla megafauna, jako obří pásovci, lenochodi a mastodonti. Zástupci megafauny vyhynuli asi před 8 000 lety. První osadníci se museli přizpůsobit lovu menších druhů zvířat a vyvinout k tomu vhodné strategie, aby se adaptovali na nové podmínky.

## Předkolumbovské období

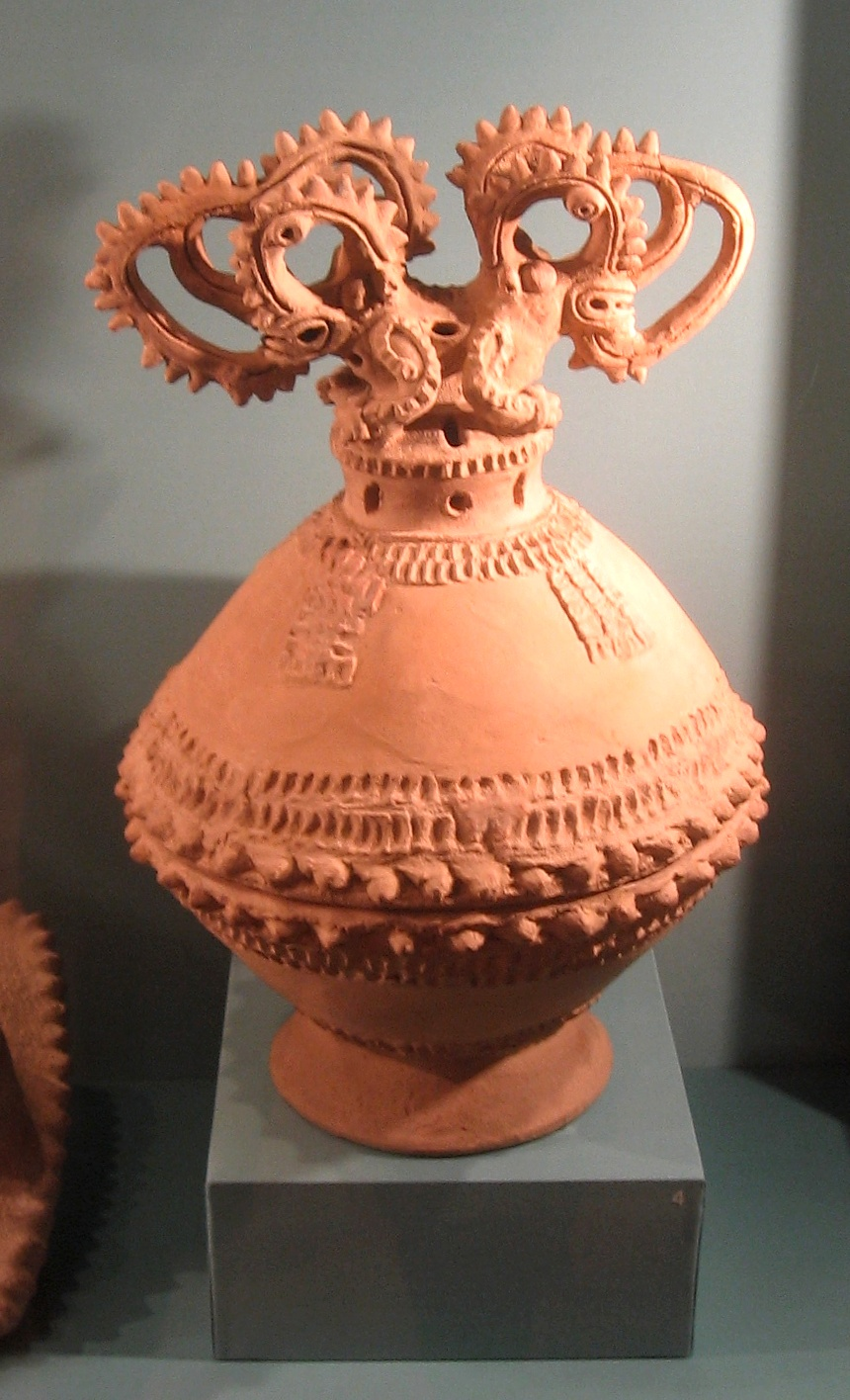
Keramické kadidlo, kultura Nicoya

V předkolumbovském období bylo obyvatelstvo Kostariky díky její zeměpisné poloze rozděleno do dvou kulturních oblastí. Nacházela se tak na rozmezí mezoamerické a andské kulturní oblasti. Poloostrov Nicoya ležící na severozápadě země byl nejjižnějším bodem ovlivněným mezoamerickou kulturou v době, kdy do oblasti přišli v 16. století španělští conquistadoři. Nejrozšířenější kulturou na tichomořském pobřeží Kostariky byla kultura Nicoya. Střední a jižní část země patřila k Isthmo-kolumbovské kulturní oblasti se silnými vlivy lidu Muisca. Jednalo se o území osídlené převážně lidmi mluvícími čibčskými jazyky. V letech 700 až 1530 zde vzkvétala kultura Diquis, jež byla dobře známá pro svou řemeslnou zručnost a kamenářské práce.
Domorodé obyvatelstvo ovlivnilo moderní kostarickou kulturu pouze v omezené míře. Brzy po příchodu Evropanů mnoho původních obyvatel zemřelo na infekční nemoci, jako byly spalničky a pravé neštovice, které byly endemické v Evropě, ale proti kterým nemělo domorodé obyvatelstvo imunitu.

## Španělská kolonizace

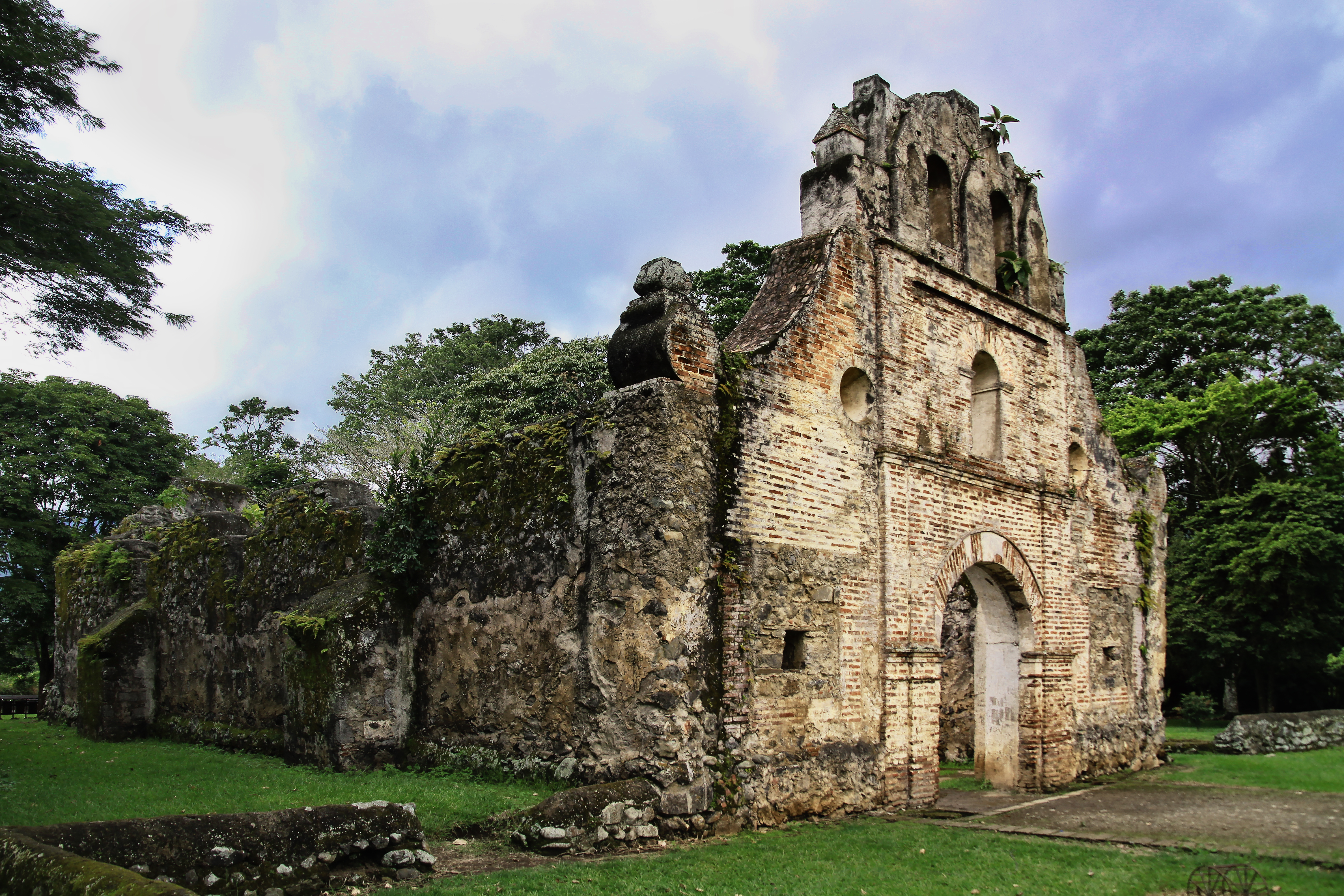
Pozůstatky kostela z koloniálního období ve vesnici Ujarrás

Koloniální období započalo příjezdem Kryštofa Kolumba 18. září 1502, který se na východní pobřeží Kostariky dostal během své čtvrté cesty do Ameriky. Následovalo jej mnoho španělských výprav, které nakonec vedly k založení první španělské kolonie v Kostarice, Villa Bruselas, jež byla založena v roce 1524.
Po většinu svého koloniálního období, bylo území Kostariky nejjižnější částí Generálního kapitanátu Guatemala, které bylo oficiálně součástí Místokrálovství Nové Španělsko. Ve skutečnosti fungoval převážně jako autonomní jednotka ve Španělském impériu. Důvodem byla značná vzdálenost Kostariky od hlavního města v Guatemale, španělský zákaz obchodu s jejím jižním sousedem Panamou, která v té době byla součástí Místokrálovství Nová Granada a také nedostatek zdrojů jako zlato a stříbro. Tyto skutečnosti vedly k tomu, že měla Kostarika málo obyvatel. Byla chudá, izolovaná a řídce obydlená. Španělský guvernér zemi v roce 1719 popsal jako nejchudší a nejmizernější španělskou kolonii v celé Americe.
Podle mnohých historiků byl v oblasti nedostatek domorodého obyvatelstva pro nucené práce, což vedlo k tomu, že většina kostarických osadníků musela sama obdělávat vlastní půdu. To zabraňovalo zakládání velkých haciend. Z těchto důvodů byla Kostarika španělskou korunou nedoceněna a přehlížena a ponechána svému osudu. Relativní chudoba drobných vlastníků půdy, nedostatek místní pracovní síly, etnická a jazyková homogenita obyvatelstva a izolace Kostariky od španělských koloniálních center v Mexiku a v Andách, to vše přispělo k rozvoji autonomní a individualistické agrární společnosti. Dokonce i guvernér musel kvůli chudobě pěstovat vlastní plodiny.

## Nezávislost

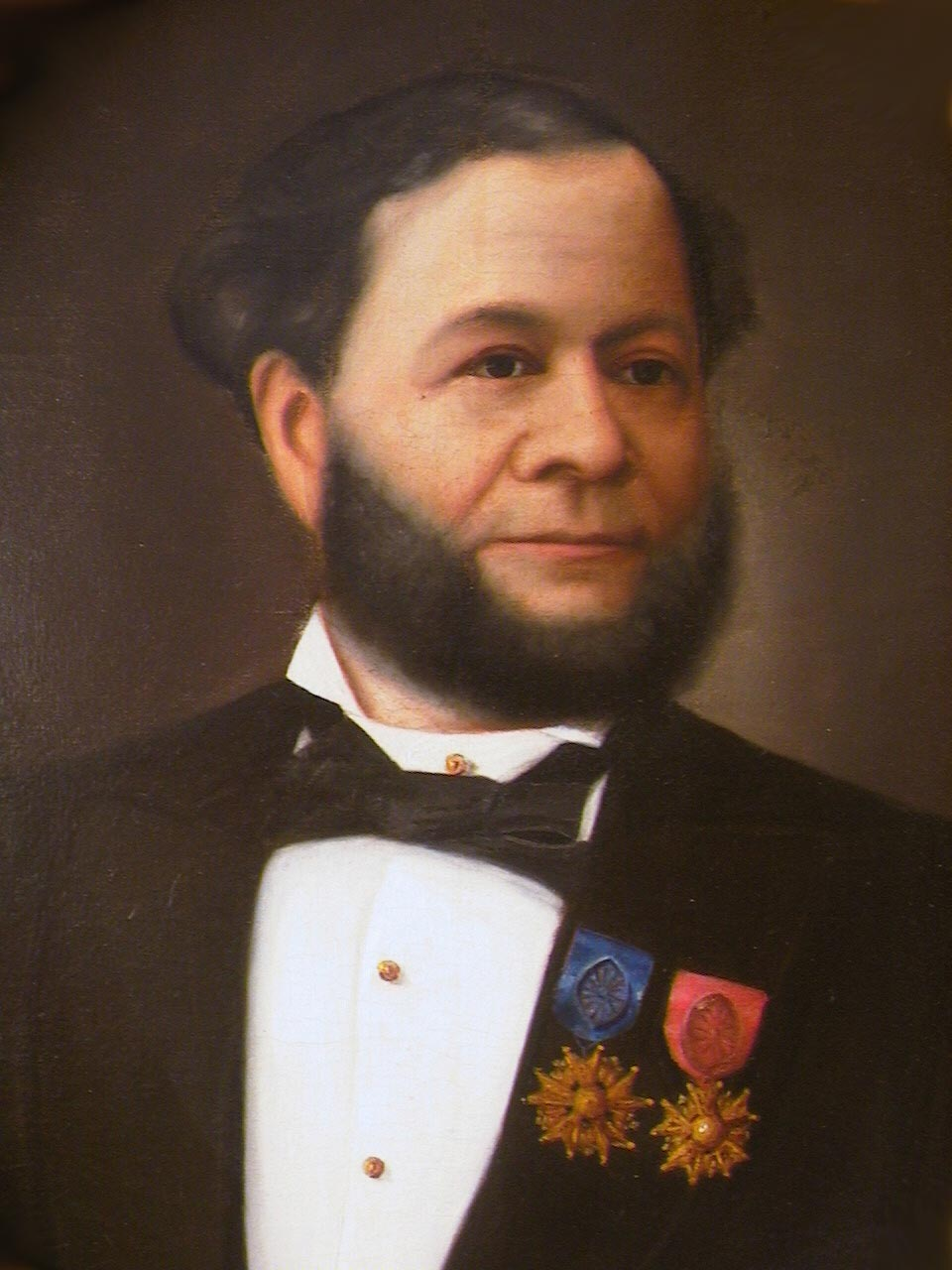
José María Castro Madriz, který roku 1848 oficiálně vyhlásil nezávislost Kostariky na Federativní republice Střední Ameriky

Na počátku 19. století vedla Napoleonova okupace Španělska k vypuknutí vzpour v celé španělské Americe. V Novém Španělsku probíhaly v letech 1810 až 1821 všechny boje o nezávislost v centrální oblasti kolonie (dnešní střední Mexiko). Jakmile byl místokrál v roce 1821 poražen v hlavním městě kolonie (dnešní Ciduad de México), zprávy o nezávislosti byly zaslány do všech koutů Nového Španělska, včetně bývalého Generálního kapitanátu Guatemaly. Kostarika se připojila k dalším středoamerickým územím s nimiž vyhlásila zákonem Acta de Independencia Centroamericana v roce 1821 nezávislost na Španělsku. Příslušné dokumenty dorazily 13. října 1821 do Cartaga a guvernér Juan Manuel de Cañas svolal mimořádnou schůzku. Na ni bylo předloženo mnoho návrhů co dělat se získanou nezávislostí. K uznání a ratifikaci nezávislosti na Španělsku koloniálními úřady došlo 29. října 1821.
Po vyhlášení nezávislosti měl parlament Nového Španělska v úmyslu vytvořit společenství, ve kterém by španělský král Ferdinand VII. mohl být i císařem Nového Španělska, ale zároveň se obě země měly řídit samostatnými zákony a vlastní legislativou. Pokud by král tuto pozici odmítl, zákon stanovil že na trůn Nového Španělska nastoupí někdo z dynastie Bourbonů. Ferdinand VII. neuznal nezávislost kolonie a prohlásil, že Španělsko nedovolí žádnému jinému evropskému princi převzít trůn v Novém Španělsku.
Na žádost parlamentu byl za císaře Nového Španělska prohlášen Agustín de Iturbide. Současně bylo Nové Španělsko přejmenováno na Mexiko. Dne 5. dubna 1823 došlo k bitvě o Ochomogo mezi silami z Cartaga, které se chtěly připojit k mexické říši a těmi, kteří chtěli zůstat nezávislými. Republikáni zvítězili a hlavní město bylo přesunuto z Cartaga do San José.

## Střední Amerika

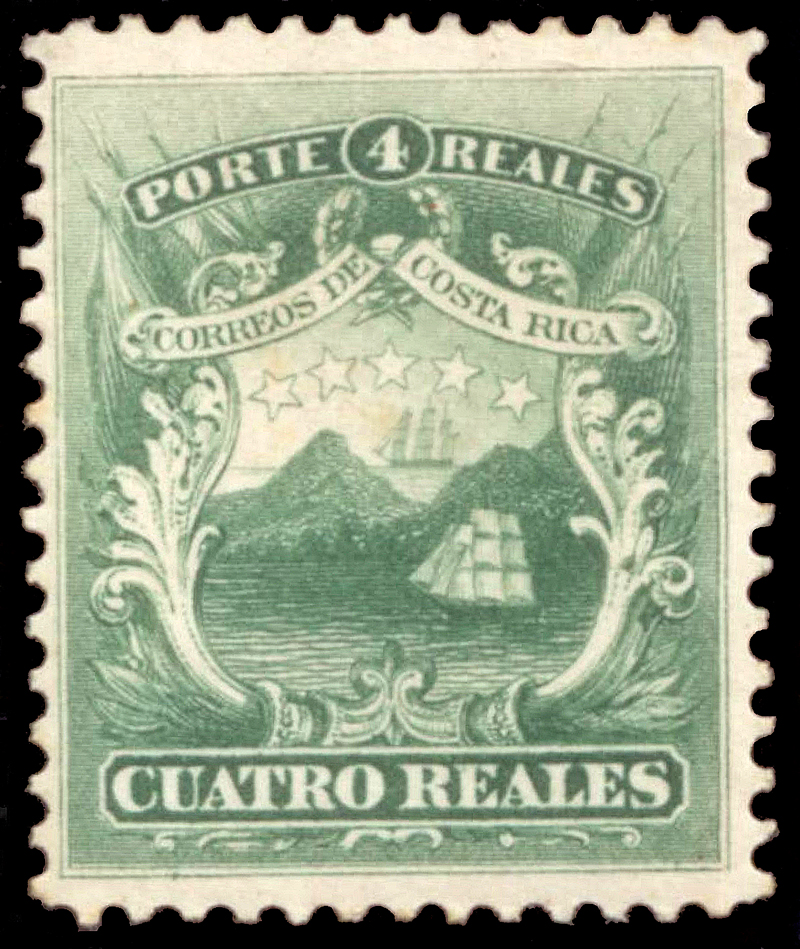
První poštovní známka vydaná roku 1862 s vyobrazení státního znaku z roku 1849

V roce 1823 revoluce v Mexiku svrhla císaře Agustína de Iturbide. Nový mexický kongres hlasoval pro svobodu pro středoamerická území, aby sama rozhodla o svém osudu. V ten rok došlo ke sjednocení provincií střední Ameriky pod vedením generála Manuela José Acreho. Federace sjednocených provincií, která nebyla od počátku jednotná, se rychle rozpadla pod tlakem vnitro provinčního soupeření.
Po zisku úplné nezávislosti v roce 1838 neměla Kostarika vybudovány žádné pravidelné obchodní cesty pro vývoz své kávy na evropský trh. Nedostatek infrastruktury způsoboval problémy v dopravě, oblasti s pěstováním kávy byly především v Central Valley a měly přístup pouze do přístavu v Puntarenasu na pobřeží Tichého oceánu. Před vybudováním Panamského průplavu musely lodě z Evropy plout kolem mysu Horn, aby se dostaly na tichomořské pobřeží Kostariky. V roce 1843 země vybudovala obchodní cestu do Evropy s pomocí Williama Le Lacheura, obchodníka a majitele lodi z Guernsey.
V roce 1856 William Walker, americký flibustýr, započal se vpády do Střední Ameriky. Po přistání v Nikaragui se prohlásil za jejího prezidenta a obnovil zde otroctví, které bylo již dříve zrušeno. Měl v úmyslu expandovat do Kostariky a po vstupu na její území, vyhlásila Kostarika jeho silám válku. Vrchním velitelem kostarické armády byl prezident Juan Rafael Mora Porras. Ten Walkerovy jednotky porazil a vyhnal z kostarického území. Kostarické síly pokračovaly v jejich pronásledování do Rivas v Nikaragui, kde se odehrála závěrečná bitva, kdy byl Walker i jeho síly odraženy. Během této bitvy padl bubeník Juan Santamaría z Alajuely, jež zapálil pevnost flibustýrů a je připomínán jako kostarický národní hrdina.

## Republika

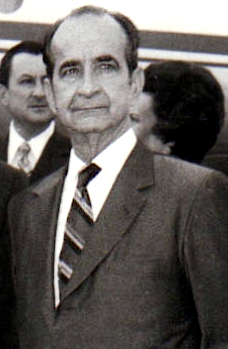
José Figueres Ferrer

Období mírové demokracie v Kostarice započalo volbami v roce 1869. Kostarice se vyhnula většina násilí, které sužovalo střední Ameriku. Od konce 19. století pouze dvě krátké násilné epizody narušily její republikánský vývoj. V letech 1917 až 1919 zemi vládl jako diktátor Federico Tinoco Granados. V roce 1948 José Figueres Ferrer vedl ozbrojené povstání po sporných prezidentských volbách. Během následné kostarické občanské války trvající 44 dní přišlo o život více než dva tisíce lidí. Z války vyšla vítězně junta, která vytvořila novou ústavu zaručující svobodné volby s všeobecným hlasováním právem a také zrušení armády. Figueres se stal národním hrdinou a v prvních volbách konaných podle nové ústavy v roce 1953 zvítězil. Od té doby je Kostarika jednou z mála demokracií, která funguje bez stálé armády.

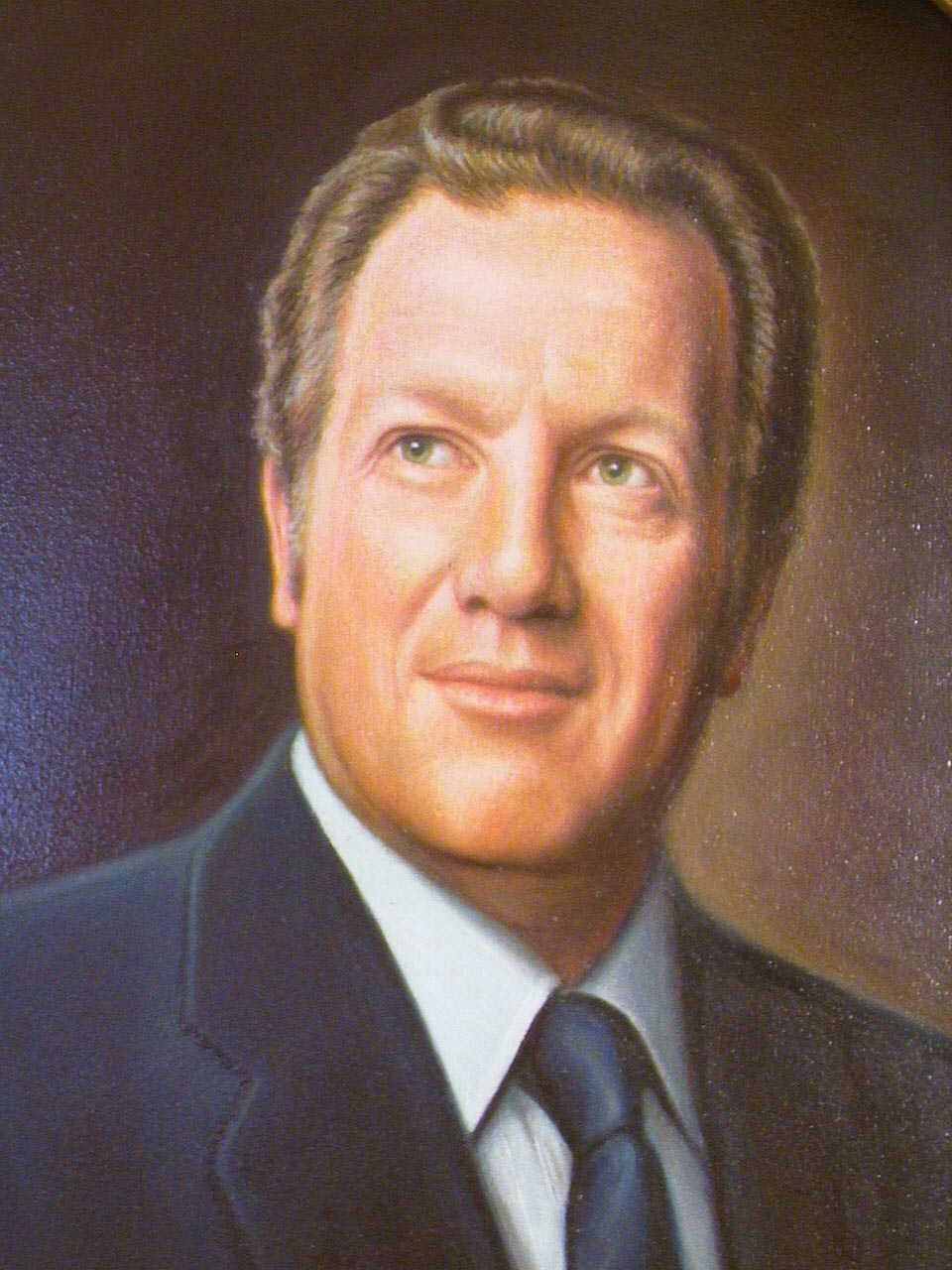
Rodrigo Carazo Odio

V roce 1978 prošla ekonomika Kostariky transformací. Země přešla z úspěšného ekonomického rozvoje do vážné socio-ekonomické krize. Kostarické hospodářství spoléhalo především na vývoz banánů a kávy. V roce 1978 poklesla cena kávy a tím poklesl i výnos. V roce 1979 prudce během krátkého období vzrostla cena ropy, která byla hlavní dováženou komoditou. Tím byla země uvržena do krize. Prezident Rodrigo Carazo Odio si nadále půjčoval peníze na mezinárodní úrovni, aby pomohl zlepšit ekonomiku. To vedlo k dalšímu zadlužování země.
Původně převážně agrární země se zaměřila na technologie, služby a ekoturistiku. Hlavním zdrojem příjmů z exportu se staly technologie. Výrobu zde započaly společnosti jako Microsoft, Motorola, Intel a další. Místní společnosti vyrábí a exportují i další produkty související s informačními technologiemi. Rychlým tempem roste i cestovní ruch. I nadále jsou důležitou exportní komoditou zemědělské produkty, káva a banány.